# Cemitério de La Almudena
O Cemitério de La Almudena (em castelhano:  Cementerio de Nuestra Señora de La Almudena) é um cemitério localizado na cidade de Madrid, Espanha.

## História
Conhecido anteriormente como Necrópolis de Este (cemitério do leste), é o maior de Madrid e um dos maiores da Europa Ocidental. O número de pessoas enterradas é estimado em cerca de cinco milhões, maior do que a própria população de Madrid, foi o principal cemitério de toda a cidade de 1884 a 1973, e a partir da década de 1920 foi quase o único para a maioria dos população de Madrid.

## Notáveis enterrados no cemitério de La Almudena

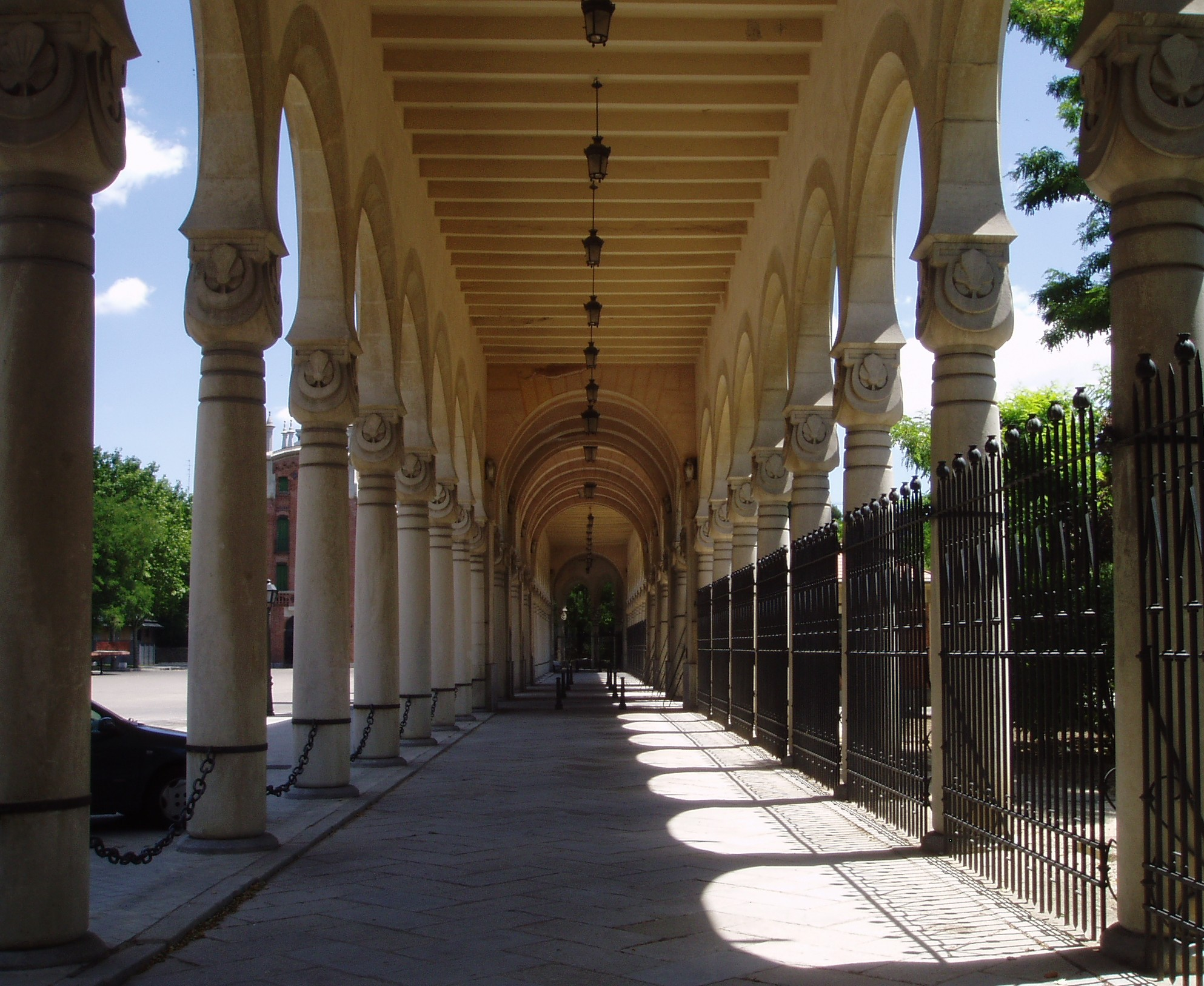
Vista interior do pórtico de entrada.

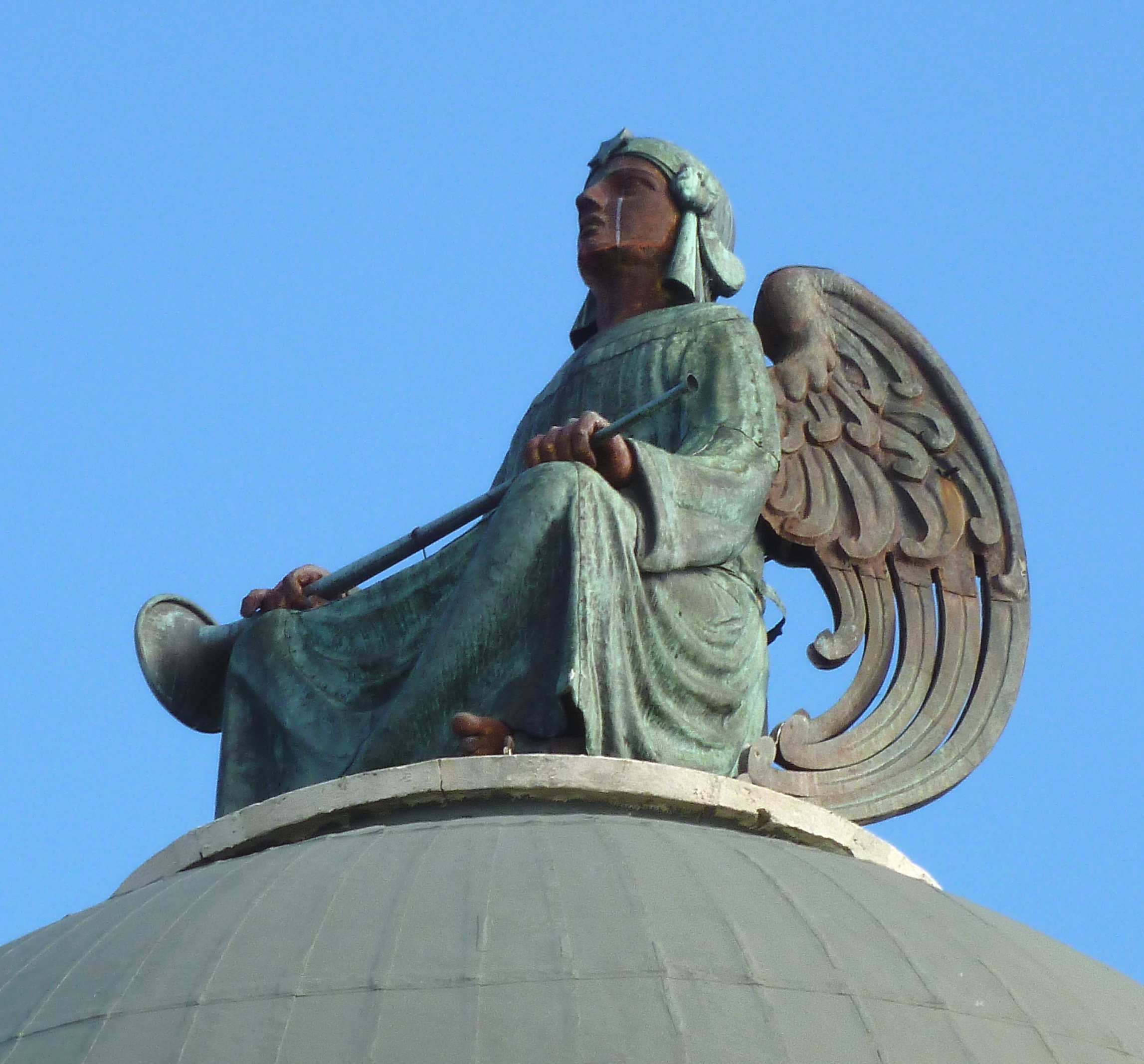
Anjo da cúpula da capela.

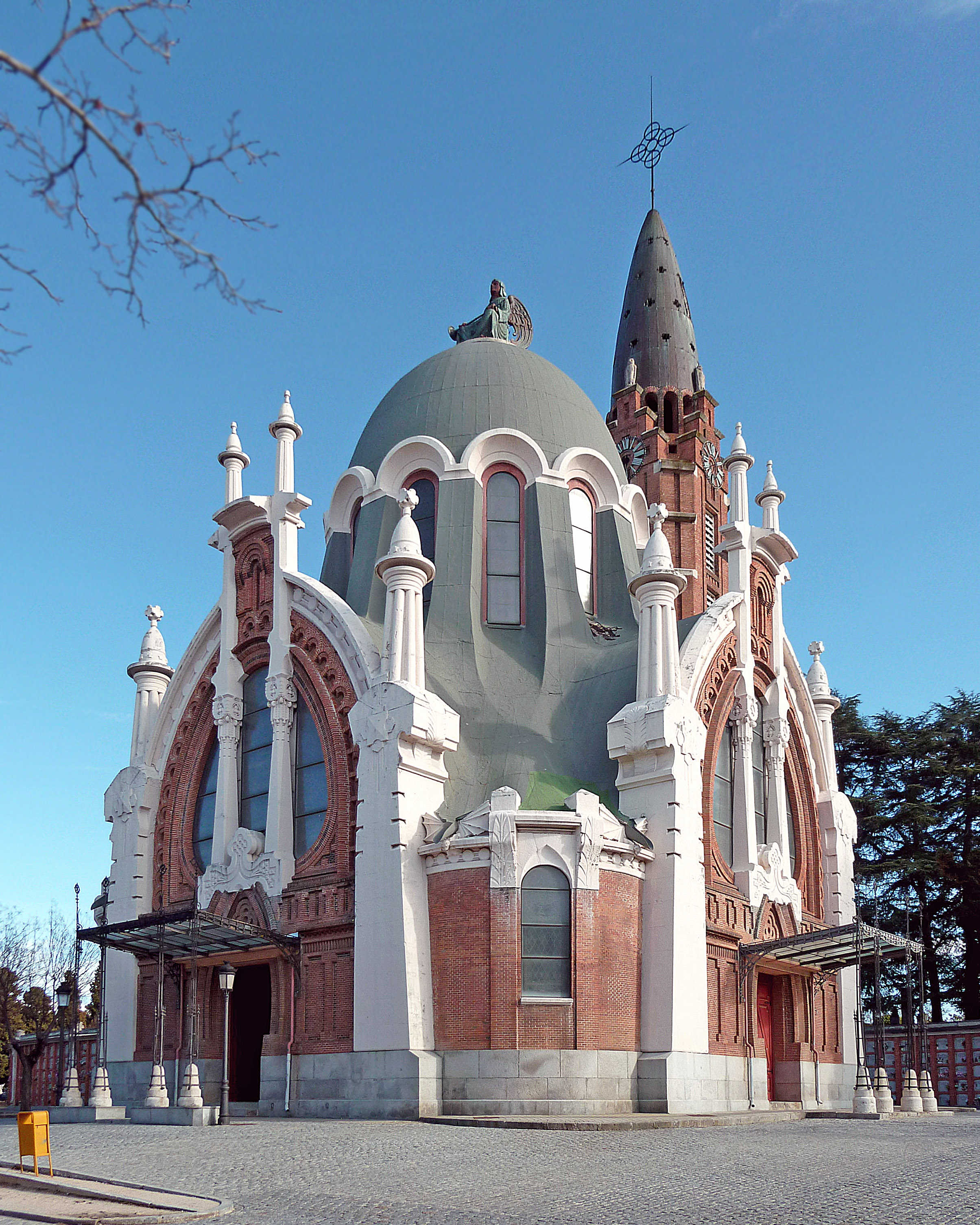
Capela.

- Niceto Alcalá-Zamora (1877-1949), presidente da Segunda República Espanhola
- Vicente Aleixandre (1898-1984), escritor, Premio Nobel de Literatura
- Dámaso Alonso (1898-1990), escritor
- Ataúlfo Argenta (1913-1958), diretor de orquestra
- Juan Bautista Aznar-Cabañas (1860-1933), presidente do Conselho de Ministros
- Pío Baroja (1872-1956), escritor
- Tomás Bretón (1850-1923), compositor
- José Calvo Sotelo (1893-1936), político
- José Canalejas (1854-1912), político
- Ángel Cristo (1944-2010), artista circense
- Marujita Díaz (1932-2015), cantora e atríz
- Alfredo Di Stéfano (1926-2014), jogador de futebol, presidente honorário do Real Madrid
- Lola Flores (1923-1995), cantora, bailarina e atríz
- José María Gil-Robles (1898-1980), ministro e político da Segunda República Espanhola
- José Gutiérrez Solana (1886-1945), pintor e escritor
- Jean (o Juan) Laurent (1816-1886), fotógrafo
- Alejandro Lerroux (1864-1949), ministro e primeiro ministro da Segunda República Espanhola
- Manuel Machado (1874-1947), escritor
- Gregorio Marañón (1887-1960), médico e historiador
- Julián Marías (1914-2005), filósofo
- Fernando Martín Espina (1962-1989), jogador de basquete
- José Millán-Astray (1879-1954), militar
- Lina Morgan (1937-2015), atríz, humorista e cantora
- Juan Carlos Onetti (1909–1994), escritor
- Benito Pérez Galdós (1843-1920), escritor
- Manuel José Quintana (1772-1857), poeta
- Santiago Ramón y Cajal (1852-1934), cientista, Prêmio Nobel de Medicina
- Fernando Rey (1917-1994), ator
- Salvador Sánchez, Frascuelo (1842-1898), toureiro
- Rafael Sánchez Ferlosio (1927-2019), escritor
- José Sazatornil (1925-2015), ator
- Carlos Seco Serrano (1923-2020), escritor e historiador
- Arturo Soria (1844-1920), arquitecto e urbanista
- Pablo Sorozábal (1897-1988), compositor
- Enrique Tierno Galván (1918-1986), político, prefeito de Madrid
- Francisco Umbral (1932-2007), escritor